# Caramilk

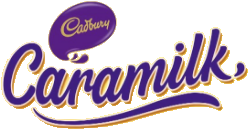
Logo de la Caramilk

La Caramilk est une tablette de chocolat créée par Cadbury. Elle consiste en un caramel liquide qui est contenu dans une tablette de chocolat.

## En Amérique
En Amérique, la compagnie Cadbury a une campagne publicitaire qui emploie le slogan « Le secret de la Caramilk » ou « Le secret de la tablette Caramilk. ». Ils incitent les personnes à se demander comment ils obtiennent le doux et fondant caramel dans les poches de chocolat de la tablette Caramilk.
Bien que la publicité prétend que le secret est sous brevet, ce dernier est depuis longtemps expiré, et la méthode expliquée ci bas est connue et utilisée depuis longtemps par les fabricants artisanaux de chocolat fin.
On peut résumer le procédé industriel en quelques étapes simples:
1. Production d'un moule en chocolat servant de réceptacle pour le caramel.
2. Celui-ci est coulé dans ce réceptacle après qu'il a été refroidi.
3. Le réceptacle chocolaté rempli de son caramel est scellé avec le même chocolat constituant le fond.

Cependant, selon Christina Blais, ce serait le procédé de coulage d'un trait qui serait utilisé pour concevoir la caramilk. Dans ce procédé, le chocolat et le caramel sont coulés en même temps dans deux tuyaux distincts. Le chocolat commence à s'écouler peu de temps avant le caramel pour former la couche extérieure. Peu de temps avant la fin, c'est au tour du caramel de s'arrêter pour permettre au chocolat de refermer la pochette.